# 本村伸子
本村 伸子（もとむら のぶこ、1972年10月20日 - ）は、日本の政治家。日本共産党所属の衆議院議員（4期）。

## 来歴
愛知県豊田市生まれ。父親は日本共産党愛知県委員会の書記長や労働部長を務めた本村映一。父・映一は長崎市の出身で5歳のときに被爆した。東京教育大学在学中に知り合った女性と結婚。相手が愛知県出身だったことから、卒業後豊田市に移り、足助町立足助中学校（現・豊田市立足助中学校）や豊田市立松平中学校などで10年間数学を教えた。本村伸子は「被爆二世として生まれたことは私が政治に携わってきた原点」と述べている。
豊田市立青木小学校、豊田市立猿投台中学校、愛知県立刈谷高等学校卒業。ゴスペラーズの酒井雄二は高校時代の同級生にあたる。1998年3月、龍谷大学大学院文学研究科国史学専攻修士課程修了。修士（文学）の学位を取得した。同年4月、新日本婦人の会愛知県本部に勤務。同年7月の第18回参議院議員通常選挙で元愛知県議会議員の八田広子が初当選。声がかかり、同年10月から6年間、八田の公設秘書を務めた。
2004年から2007年まで八田広子事務所長。
2005年9月の第44回衆議院議員総選挙において愛知11区から出馬するも落選。
2013年7月の第23回参議院議員通常選挙において愛知県選挙区から出馬するも落選。
2014年12月の第47回衆議院議員総選挙に比例東海ブロックの単独1位で立候補。共産党は同ブロックで2議席を獲得し、初当選を果たした。
2017年10月の第48回衆議院議員総選挙に比例東海ブロックの単独1位で立候補。共産党は同ブロックで1議席を獲得し、再選。
2020年1月の第28回党大会で党中央委員に選出され、第1回中央委員会総会で幹部会委員に選出された。
2021年10月の第49回衆議院議員総選挙に比例東海ブロックの単独1位で立候補。共産党は同ブロックで1議席を獲得し、3選。
2024年10月の第50回衆議院議員総選挙に比例東海ブロックの単独1位で立候補。共産党は同ブロックで1議席を獲得し、4選。

## 政策
- 憲法改正と集団的自衛権の行使に反対[18]。
- アベノミクスを評価しない[18]。
- 原発は日本に必要ない[18]。
- 村山談話・河野談話を見直すべきでない[18]。
- ヘイトスピーチを法律で規制することに賛成[18]。
- 特定秘密保護法は日本に必要ない[18]。
- 安全保障関連法の成立を評価しない[19]。
- 北朝鮮問題への取り組みを評価しない[19]。
- 共謀罪法を評価しない[19]。
- 森友・加計学園問題への対応を評価しない[19]。
- 長期的に消費税率を10％よりも高くすることに反対[19]。
- 幼稚園・保育所から大学まで教育を無償化すべきだ[19]。
- 経済競争力を多少犠牲にしても格差是正を優先すべきだ[19]。
- 財政赤字は危機的水準であるので、国債発行を抑制すべきだ[19]。
- 所得や資産の多い人に対する課税を強化すべきだ[19]。
- 男性同士、女性同士の結婚を法律で認めるべきだ[19]。
- 被選挙権を得られる年齢を引き下げるべきだ[19]。
- 選択的夫婦別姓の導入に賛成[19]。
- 一人親家庭やDINKsなど家族の形は多様でよい[19]。
- 非核三原則を堅持すべきだ[19]。
- 受動喫煙防止を目的に原則屋内禁煙とする健康増進法改正に賛成しており、2017年に行われた公開アンケートにおいて「命、健康を一番に考えた施策をすすめてまいります」と回答している[20]。

## 出演
- フジテレビ「加藤浩次vs政治家〜政治の面白いところ集めました〜」2017年11月5日[21]

## 所属議員連盟
- 日韓議員連盟
- 子どもの貧困対策推進議員連盟[22]
- 原発ゼロの会

## 選挙歴
| 当落 | 選挙                     | 執行日         | 年齢 | 選挙区           | 政党       | 得票数     | 得票率 | 定数 | 得票順位 /候補者数 | 政党内比例順位 /政党当選者数 |
| ---- | ------------------------ | -------------- | ---- | ---------------- | ---------- | ---------- | ------ | ---- | ------------------ | ---------------------------- |
| 落   | 第44回衆議院議員総選挙   | 2005年09月11日 | 32   | 愛知県第11区     | 日本共産党 | 1万5468票  | 6.09%  | 1    | 2/3                | /                            |
| 落   | 第45回衆議院議員総選挙   | 2009年08月30日 | 36   | 愛知県第3区      | 日本共産党 | 2万1611票  | 14.06% | 1    | 3/4                | /                            |
| 落   | 第22回参議院議員通常選挙 | 2010年07月11日 | 37   | 愛知県選挙区     | 日本共産党 | 19万3710票 | 6.04%  | 3    | 5/7                | /                            |
| 落   | 第23回参議院議員通常選挙 | 2013年07月21日 | 40   | 愛知県選挙区     | 日本共産党 | 27万1278票 | 9.09%  | 3    | 4/10               | /                            |
| 当   | 第47回衆議院議員総選挙   | 2014年12月14日 | 42   | 比例東海ブロック | 日本共産党 | ーー票     | ーー   | 21   | /                  | 1/2                          |
| 当   | 第48回衆議院議員総選挙   | 2017年10月22日 | 45   | 比例東海ブロック | 日本共産党 | ーー票     | ーー   | 21   | /                  | 1/1                          |
| 当   | 第49回衆議院議員総選挙   | 2021年10月31日 | 49   | 比例東海ブロック | 日本共産党 | ーー票     | ーー   | 21   | /                  | 1/1                          |
| 当   | 第50回衆議院議員総選挙   | 2024年10月27日 | 52   | 比例東海ブロック | 日本共産党 | ーー票     | ーー   | 21   | /                  | 1/1                          |